# Паолі (Пенсільванія)
Паолі (англ. Paoli) — переписна місцевість (CDP) в США, в окрузі Честер штату Пенсільванія. Населення — 6002 особи (2020).

## Географія
Паолі розташоване за координатами 40°2′31″ пн. ш. 75°29′25″ зх. д. / 40.04194° пн. ш. 75.49028° зх. д. (40.042016, -75.490294).  За даними Бюро перепису населення США в 2010 році переписна місцевість мала площу 5,10 км², з яких 5,10 км² — суходіл та 0,00 км² — водойми.

## Демографія
Згідно з переписом 2010 року, у переписній місцевості мешкало 5575 осіб у 2387 домогосподарствах у складі 1392 родин. Густота населення становила 1092 особи/км².  Було 2596 помешкань (509/км²).
Расовий склад населення:
| - 84,4 % — білих - 6,9 % — чорних або афроамериканців - 6,6 % — азіатів |

До двох чи більше рас належало 1,8 %. Частка іспаномовних становила 2,3 % від усіх жителів.
За віковим діапазоном населення розподілялося таким чином: 19,6 % — особи молодші 18 років, 58,8 % — особи у віці 18—64 років, 21,6 % — особи у віці 65 років та старші. Медіана віку мешканця становила 44,8 року. На 100 осіб жіночої статі у переписній місцевості припадало 85,4 чоловіків;  на 100 жінок у віці від 18 років та старших — 81,8 чоловіків також старших 18 років.
Середній дохід на одне домашнє господарство  становив 94 505 доларів США (медіана — 72 893), а середній дохід на одну сім'ю — 116 610 доларів (медіана — 100 552). Медіана доходів становила 61 197 доларів для чоловіків та 53 235 доларів для жінок. За межею бідності перебувало 10,9 % осіб, у тому числі 21,7 % дітей у віці до 18 років та 5,2 % осіб у віці 65 років та старших.
Цивільне працевлаштоване населення становило 2961 особа. Основні галузі зайнятості: освіта, охорона здоров'я та соціальна допомога — 25,6 %, науковці, спеціалісти, менеджери — 21,0 %, фінанси, страхування та нерухомість — 10,2 %, роздрібна торгівля — 9,6 %.